# Thalès Bernard
Thalès Bernard, né à Paris le 15 mai 1821 où il est mort le 8 janvier 1873, est un poète et érudit français.
L’Académie française lui décerne le prix Lambert en 1860.

## Œuvres
- Études sur les variations du polythéisme grec, 1853-1854
- Histoire du Polythéisme grec, 1853-1854
- Les Rêves du Commandeur, P., Krabbe, 1854, in-12, XVI-257 p.
- Dictionnaire des personnages littéraires, en collaboration avec Victor Fournel [signalé comme « projet » par Dumesnil], 1856
- Adorations, 1856
- Mélodies pastorales, 1856
- Poésies nouvelles, 1856
- Poésies mystiques, C. Vanier, Paris, 1858, in 8, 303 p. (lire en ligne sur Gallica)
- Nouvelles Poésies pastorales, 1858
- La Lisette de Béranger, souvenirs intimes, Paris, Librairie de Mme Bachelin-Deflorenne, 1864, petit in-12, 124 pages, Collection du Bibliophile français. En frontispice une eau-forte de G. Staal.
- Lettre sur la poésie, 1868

Traductions
- Traduit de l'allemand : Eduard Jacobi, Dictionnaire mythologique universel, ou biographie mythique, Paris, librairie Firmin Didot frères, fils et Cie, 1846, in-12, 515 p. ; 1854 ; 1863.
- Traduit du latin[4] : Justus Zinzerling, Voyage dans la Vieille France avec une Excursion en Angleterre, en Belgique, en Hollande, en Suisse et en Savoie, Paris, Dentu, Vanier, 1859 ; Lyon, Librairie Nouvelle, Meton.

Préfaces
- Achille Millien, La Moisson. Poésies, Paris, C. Vanier, 1860, in-12, 302 p.
- Achille Millien  Chants agrestes. Poèmes Paris, E. Dentu, 1862, in-12

## Sources
- René Dumesnil, Le Réalisme et le naturalisme, del Duca, 1968, p. 265.
- Léon Rogier, Thalès Bernard et l'école allemande, C. Vanier, Librairie de l’Union des Poètes ; chez l’auteur ; Lyon, À la Librairie nouvelle, 1859.